# Place de la Nation
Place de la Nation (česky Národní náměstí) je okrouhlé náměstí v Paříži na hranicích 11. a 12. obvodu. Na náměstí směřuje paprskovitě 12 ulic. Pod náměstím se nachází stanice metra Nation a stanice linky RER A.

## Historie
Na tomto místě byl dne 26. července 1660 vztyčen trůn při slavnostním příjezdu Ludvíka XIV. a jeho manželky Marie Terezie Habsburské do Paříže, když se vrátili ze své svatby v Saint-Jean-de-Luz. Proto získalo své původní jméno - Place du Trône (náměstí Trůnu). Během Francouzské revoluce bylo náměstí 10. srpna 1792 přejmenováno na Place du Trône-Renversé (náměstí Svrženého trůnu). Náměstí získalo svůj současný název u příležitosti státního svátku dne 14. července 1880.
V letech 1785–1788 byly rozšířeny pařížské hradby, které zahrnovaly i území dnešního náměstí. Tehdy zde ovšem ještě žádná rozsáhlá zástavba nestála. Byly zde venkovské domy a zahrady, vinice a pastviny. Z tehdejších hradeb se dodnes dochovaly dva pavilony a dva sloupy, které navrhl architekt Claude Nicolas Ledoux (1736–1806). Na sloupech se nacházejí sochy Filipa II. Augusta a Svatého Ludvíka.
Za Francouzské revoluce v období hrůzovlády v roce 1794 byla v jižní části náměstí (dnes v místě obchodu Damart) instalována gilotina. Popraveni zde byli např. básník André-Marie Chénier (25. července 1794), domnělá atentátnice na Robespierra Cécile Renault (17. června 1794), atentátník Henri Admirat (17. června 1794), atentátník Jean-Baptiste Michonis (17. června 1794), skladatel Josse-François-Joseph Benaut (13. července 1794). Popravení byli pohřbeni na hřbitově Picpus.

## Pomník
Uprostřed náměstí je Square de la place de la Nation, v jehož centru se nachází pomník Triumf Republiky (Le Triomphe de la République). Jedná se o alegorické bronzové sousoší, které zhotovil sochař Aimé-Jules Dalou (1838–1902). V roce 1879 město Paříž vyhlásilo soutěž na pomník pro náměstí Place de la République. Návrh A. J. Daloua sice nevyhrál, ale byl nakonec vybrán pro toto náměstí.
Socha byla odhalena na dvakrát. Poprvé v roce 1889 při 100. výročí Francouzské revoluce její pomalovaný sádrový model a podruhé v roce 1899 její konečná bronzová podoba.
Republika stojí na vrcholu vozu taženém lvi a doprovázeném několika alegorickými postavami: Duch Svobody, který řídí vůz, Práce symbolizovaná kovářem, který z boku tlačí vůz. Z druhé strany tlačí vůz socha Spravedlnosti a průvod uzavírá Hojnost se svazkem plodin symbolizující prosperitu. Hlavní postavy doprovázejí děti. Původně bylo sousoší obklopeno bazénem, který však byl v 60. letech odstraněn při stavebních pracích na podzemní stanici RER. Socha je otočená tváří do ulice Rue du Faubourg-Saint-Antoine k Place de la Bastille.

## Ulice na Place de la Nation
Ve směru hodinových ručiček:
- Avenue du Trône
- Avenue du Bel-Air
- Rue Fabre-d'Églantine
- Rue Jaucourt
- Avenue Dorian
- Boulevard Diderot
- Rue du Faubourg-Saint-Antoine
- Boulevard Voltaire
- Avenue Philippe-Auguste
- Rue de Tunis
- Avenue de Bouvines
- Avenue de Taillebourg